# La Chapelle-Vicomtesse

La Chapelle-Vicomtesse este o comună în departamentul Loir-et-Cher, Franța. În 1 ianuarie 2022 avea o populație de 160 de locuitori.